# ارکیده‌آ د سانتیس
اُرکیده‌آ دِ سانتیس (ایتالیایی: Orchidea De Santis؛ زادهٔ ۲۰ دسامبر ۱۹۴۸) بازیگر اهل ایتالیا است.

## گزیدهٔ نقش‌آفرینی‌ها
- دوستان صمیمی (۱۹۹۲)
- قرار ملاقات (۱۹۷۷)
- خانم دکتر زیر لحاف (۱۹۷۶)
- یک خدمتکار سیاه‌پوست خوشگل (۱۹۷۶)
- ساده‌لوح (۱۹۷۵)
- بجنب… دخترمدرسه‌ای‌ها دارند می‌آیند (۱۹۷۵)
- خاله‌های دل‌انگیز (۱۹۷۵)
- ضعف اخلاقی خانوادگی (۱۹۷۵)
- مرد هوسران (۱۹۷۴)
- دوست داشتن اوفلیا (۱۹۷۴)
- دخترِ خواهر (۱۹۷۴)
- تقدیم به مادر عزیزم در زادروزش (۱۹۷۴)
- هزار و یک شب ایتالیایی (۱۹۷۳)
- دکامرون ناپسند (۱۹۷۲)
- دکامرون ممنوعه (۱۹۷۲)
- شب‌های گرم دکامرون (۱۹۷۲)
- بازی‌های ممنوعه پیترو آرتینو (۱۹۷۲)
- دکامروتیکوس (۱۹۷۲)